# Vương tử Henry, Công tước xứ Gloucester
Vương tử Henry, Công tước xứ Gloucester (Henry William Frederick Albert; sinh ngày 31 tháng 3 năm 1900 – 10 tháng 6 năm 1974) là người con thứ 4 và là con trai thứ 3 trong tổng số sáu người con của vua George V và Vương hậu Mary. Ông là thành viên duy nhất của Vương thất Anh giữ chức vụ toàn quyền Australia từ năm 1945 đến năm 1947. Ông qua đời vào ngày 10 tháng 6 năm 1974 ở tuổi 74 và được chôn cất tại Royal Burial Ground, Frogmore, khu yên nghỉ dành cho vương thất nằm phía sau Lăng mộ của Nữ Vương Victoria. Tước vị của ông được thừa kế bởi người con trai thứ, cũng là người con duy nhất còn sống, Vương tôn Richard xứ Gloucester.

## Thời thơ ấu và Giáo dục

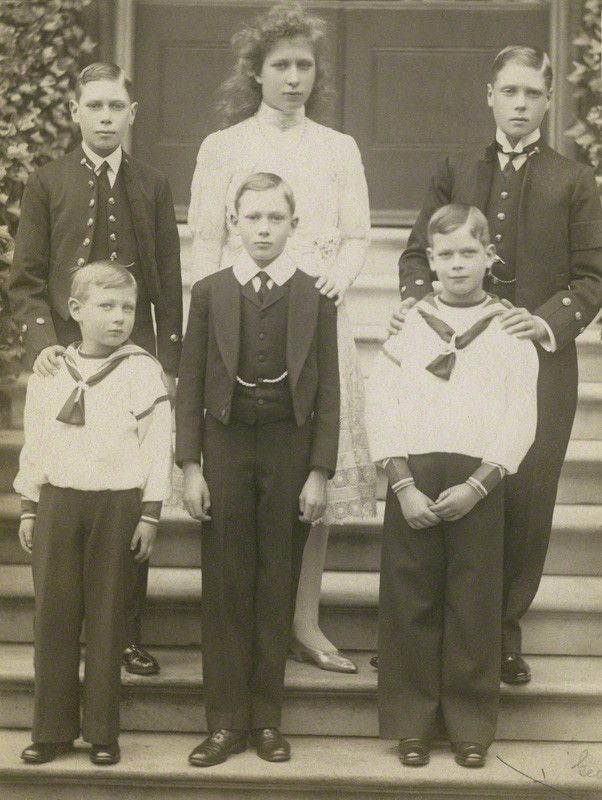
Ảnh chụp sáu người con của quốc vương George V và vương hậu Mary. Hàng trên từ trái sang: Vương tử Albert, Vương nữ Mary, Vương tử Edward, Vương tử John, Henry và Vương tử George, năm 1910.

Vương tử Henry sinh ngày 31 tháng 3 năm 1900, tại York Cottage, Sandringham dưới thời trị vì của bà cố là Nữ vương Victoria. Cha của ông là Công tước xứ York (sau này là Vua George V), mẹ ông là Công chúa xứ Teck (sau này là Vương hậu Mary) là con gái duy nhất của Nữ Công tước xứ Teck.
Vào năm 1892 sau cái chết của Vương tử Albert Victor, người được cho là kế vị ngai vàng từ khi sinh ra qua đời vì viêm phổi, danh sách kế vị bị thay đổi từ sau sự qua đời của Albert Victor, ông đứng thứ năm trong hàng kế vị từ khi sinh ra, sau ông nội, cha và hai anh trai.
Thưở bé, Vương tử Henry yếu ớt hơn so với 2 người anh của mình là Edward và Albert, ông bị rối loạn ngôn ngữ không thể phát âm một số âm nhất định., đồng thời mắc chứng chân vòng kiềng dẫn đến phải đeo nẹp suốt thời thơ ấu. Đến năm 1909, tình trạng sức khỏe của ông trở thành nỗi lo lắng thường trực của cha và mẹ ông, ông thấp bé hơn các bạn bè, hay bị bệnh vặt và nhạy cảm với thời tiết.

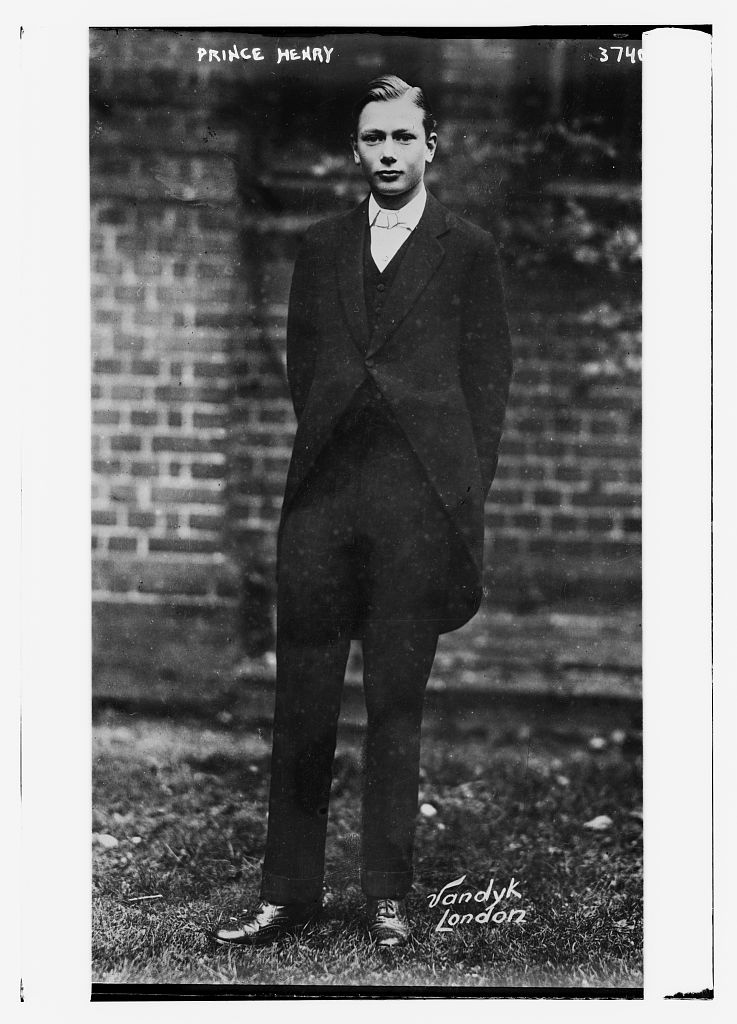
Trong bộ đồng phục Eton năm 1916 (16 tuổi)

Vào ngày 6 tháng 5 năm 1910, cha ông lên ngôi với tên gọi George V, và Henry đứng thứ ba trong hàng kế vị Anh. Vua George V trước đây chưa bao giờ đồng ý về việc cho các con ông đến trường thay vào đó họ sẽ được giáo dục tại nhà với các gia sư. Nhưng Vương tử Henry lại là một ngoại lệ . Sau khi có 3 ngày thử nghiệm tại trường St Peter's Court, Hansell ( gia sư của các vuơng tử) đã đem chuyện này thuyết phục cha ông gửi ông đến trường. Khi biết được sự thích thú của Henry,  George V đồng ý với cậu con trai yếu ớt đặc biệt của mình và khi được cha gợi ý về việc học nội trú, Henry đã đồng ý.
Vào tháng 9 năm 1913, Henry nhập học tại trường Cao đẳng Eton, mặc dù tại đây Henry không phải là một học sinh chuyên cần. Kết quả tổng kết cuối kì năm đầu tiên của ông đứng gần chót lớp, tuy nhiên sang năm sau nhờ vào sự chăm chỉ cố gắng ông đã vào được tốp giữa trong lớp. Vuơng tử thể hiện sự tiến bộ và sở trường ở môn Toán cũng như Thể thao, trong đó Bóng đá, Cricket và Cưỡi ngựa là niềm yêu thích của ông.  Nhờ vào thể thao đã giúp Henry tiến bộ rõ rệt tính cách và sức khỏe, từ đứa con yếu ớt nhất nhà, đến tuổi thành niên, Henry lại là người cao to và có thể hình vượt trội nhất trong số các anh em. Năm 1919 cùng với anh trai Albert, Henry theo học Đại học Trinity, Cambridge. Tại Cambridge, George V không cho phép Henry và Albert được phép sống trong ký túc xá của trường với những sinh viên khác vì ông sợ hai con trai tiêm nhiễm các thói hư tật xấu của các bạn đồng trang lứa, cuối cùng việc học của Henry ở Trinity chỉ kéo dài được một năm.

Ảnh chụp Vương tử Henry, vào khoảng năm 1920.

Vương tử Albert (trái) và Vương tử Henry (phải) nhập học tại Đại học Trinity, Cambridge năm 1920.

## Sự nghiệp
Ngày 31 tháng 3 năm 1928, Vương tử Henry được Quốc vương George V phong tước hiệu Công tước xứ Gloucester [ His Royal Highness The Duke Of Gloucester] cùng các tước hiệu phụ là [Bá tước xứ Ulster] và [Nam tước xứ Culloden] nhân dịp sinh nhật lần thứ 28 của ông. Vương tử Henry cũng là người con trai duy nhất của vua George V không tham gia phục vụ trong Hải quân Hoàng gia, vì cả Edward, Albert và George đều có một thời gian phục vụ quân ngũ trong Hải quân Anh. Henry theo học tại Trường Cao đẳng Quân sự Hoàng gia, Sandhurst vào năm 1919, đến ngày 16 tháng 7 thì được phong quân hàm Thiếu úy trong King's Royal Rifle Corps và thăng cấp trung úy trong Quân đoàn 10 Royal Hussars. Trong những năm 1934, Henry tiếp tục được phong quân hàm Thiếu tá và được bổ nhiệm làm Đại tá Tổng chỉ huy Trung đoàn Gloucestershire. Năm 1936, anh trai của ông lên ngôi, lấy tên hiệu Edward VIII, Henry được bổ nhiệm làm trợ lý riêng của vua Edward VIII cho đến khi Edward VIII thoái vị, Henry chuyển sang phục vụ cho vua George VI. Sự kiện anh trai thoái vị đã khiến Henry trở thành cá nhân lớn tuổi nhất đang đứng thứ 3 trong hàng lên ngôi.
Ngày 11 tháng 12 năm 1936, Albert lên ngôi với tên gọi George VI, với tư cách là em trai của Albert, Henry xếp phía sau hai cháu gái là Elizabeth và Margaret đang trong độ tuổi thiếu niên trong hàng ngai vàng của Anh, đã khiến Henry gia tăng đáng kể các hoạt động để phục vụ trong những năm đầu George VI lên ngôi. Sau khi Chiến tranh thế giới thứ hai bùng nổ, Henry gia nhập Lực lượng Viễn chinh Anh. Vào năm 1940, Henry là đại tá của các Trung đoàn Máy bay, Pháo binh Hoàng gia và Quân đội Lãnh thổ. Đầu năm 1942, George VI đã sắp xếp một phái đoàn quân sự và ngoại giao kéo dài 4 tháng cho Henry đến Trung Đông, Ấn Độ và Đông Phi. Nhiệm vụ đến ngay sau khi con trai đầu lòng của Henry, Vương tôn William ra đời và đây được coi là một chuyến đi nguy hiểm, vì quân Đức đang nhanh chóng tiến về một số lãnh thổ mà Henry sẽ đến thăm. George VI lúc đó thậm chí còn viết thư cho Công tước phu nhân xứ Gloucester rằng ông sẽ đóng vai trò là người giám hộ cho Vương tôn William mới chào đời nếu có bất cứ điều gì xảy ra với em trai. Năm 1942, Vương tử George, Công tước xứ Kent tử nạn trong một vụ tai nạn máy bay ở Scotland, Henry đã quyết định không được cử đi thực hiện thêm bất kỳ nhiệm vụ nào có thể gây nguy hiểm. Cuối năm 1944, Henry bất ngờ được bổ nhiệm làm Toàn quyền Australia trước đây em trai ông Vương tử George, Công tước xứ Kent được bổ nhiệm trước cho chức vụ này nhưng đã qua đời.

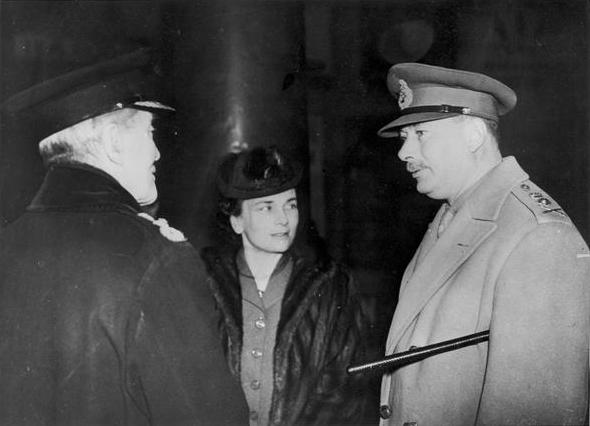
Công tước và Công tước phu nhân xứ Gloucester cùng Sir Philip Games tại Euston Station vào đêm trước khi khởi hành sang Australia, tháng 1 năm 1945.

## Hôn nhân và gia đình
Trong suốt thời gian theo học tại Royal Army College, Vuơng tử Henry làm quen và kết thân với Lord William “ Billy” Douglas- Scott, con trai thứ 2 của John Montagu Douglas - Scott, Công tước xứ Buccleuch đời thứ 7. Trong suốt những năm thập niên 20, Henry là khách quen của Dinh thự Montagu, đặc biệt là mỗi mùa đi săn hằng năm. Mùa hè năm 1935, dưới sự áp lực của thân mẫu, Vương hậu Mary cũng như nhận thấy sức khỏe của cha mình, vua George V trở nên yếu dần, Vuơng tử Henry quyết định kết hôn và ổn định cuộc sống. Vốn mối giao hảo nhiều năm với nhà Douglas-Scott, ngày 1 tháng 9 năm 1935, Henry cầu hôn Lady Alice Montagu Douglas-Scott, em gái ruột của Lord Wiilliam Scott.  
Theo lời của Alice miêu tả buổi cầu hôn của chồng trong cuốn hồi ký của bà nhiều năm sau đó, thì chuyện cầu hôn “chẳng hề lãng mạn gì” và Henry thì “vô cùng ngại ngùng và rụt rè”,  rằng “không hề có lời cầu hôn chính thức nào từ Vuơng tử, anh ấy bỗng dưng lẩm bẩm về chuyện hôn nhân với tôi vào một buổi sáng khi cả hai đang đi dạo trong công viên”. 
Vương tử Henry kết hôn với  Lady Alice Montagu Douglas-Scott vào ngày 6 tháng 11 năm 1935 tại Nhà nguyện của Cung điện Buckingham. Ban đầu, hôn lễ được lên kế hoạch sẽ diễn ra tại Tu viện Westminster, giống như 3 người con trước của Quốc vương George V. Tuy nhiên, 3 tuần trước đám cưới, cha của Alice, Công tước xứ Buccleuch thứ 7 qua đời vì ung thư, dẫn đến việc kế hoạch tổ chức hôn lễ bị thay đổi. 
Sau hai lần sẩy thai, Công tước và Công tước phu nhân xứ Gloucester có 2 người con trai lần lượt:
1. Vương tôn William xứ Gloucester( sinh ngày 18 tháng 12 năm 1941 -  mất ngày 28 tháng 8 năm 1972). Là trưởng tử, Vuơng tôn là người thừa kế tước vị từ lúc sinh ra. Tuy nhiên, vì ông qua đời trước cha mình đồng thời không có hậu duệ nên dòng tước được thừa kế bởi em trai.
2. Vương tôn Richard xứ Gloucester ( sinh ngày 26 tháng 8 năm 1944). Là con trai thứ, tuy nhiên sự qua đời đột ngột của anh trai William khiến ông trở thành người kế vị dòng tước Gloucester. Năm 1974, kế vị cha mình trở thành Công tước xứ Gloucester.Vương tử Henry, Công tước xứ Gloucester và con trai thứ, Vương tôn Richard xứ Gloucester năm 1945.

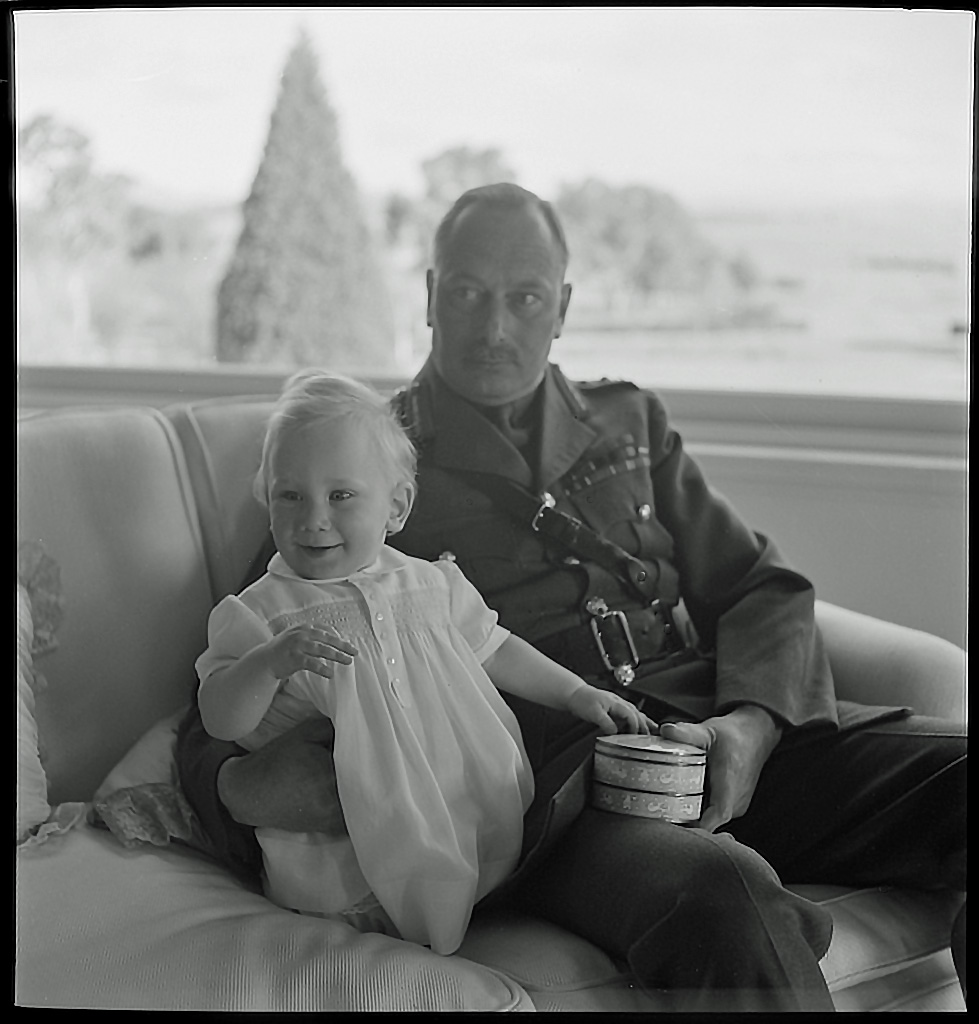
Vương tử Henry, Công tước xứ Gloucester và con trai thứ, Vương tôn Richard xứ Gloucester năm 1945.

## Sức khỏe và qua đời
Là một người nghiện rượu và thuốc lá từ khi còn trẻ, sức khoẻ của Vương tử Henry giảm sút rõ rệt vào những năm 60. Năm 1965, khi đang trên đường trở về từ lễ tang của cố thủ tướng Winston Churchil, ông bất ngờ bị đột quỵ khi đang cầm lái dẫn đến một vụ lật xe nghiêm trọng và hậu quả là cả Henry lẫn vợ đều bị thương nặng. Trong vòng 3 năm từ 1965 đến năm 1968, Vương tử liên tục trải qua các cơn tai biến lớn nhỏ khác nhau, trong đó cơn đột quỵ nặng vào năm 1968 khiến ông bị liệt nửa người, không thể nói hay viết và phải ngồi xe lăn suốt quãng đời còn lại. Ngày 10 tháng 6 năm 1974, Vương tử Henry qua đời ở tuổi 74. Trong số 6 anh chị em, ông là người con cuối cùng còn sống của vua George V và Vương hậu Mary. Di hài của ông được chôn cất tại Royal Burial Ground, Frogmore. Con trai thứ hai của ông, Vương tôn Richard, được thừa kế tước hiệu Công tước xứ Gloucester. Và vợ của ông đã được Nữ vương Elizabeth II cho phép để được phong là Vương tức Alice, Bà Công tước xứ Gloucester, để phân biệt với vợ của con trai.

## Danh hiệu và huy hiệu
- 31 tháng 3 năm 1900 – 22 tháng 1 năm 1901: His Royal Highness Prince Henry of York (Vương tằng tôn Henry xứ York Điện hạ)
- 22 tháng 1 năm 1901 – 9 tháng 11 năm 1901: His Royal Highness Prince Henry of Cornwall and York (Vương tôn Henry xứ Cornwall và York Điện hạ)
- 9 tháng 11 năm 1901 – 6 tháng 5 năm 1910: His Royal Highness Prince Henry of Wales (Vương tôn Henry xứ Wales Điện hạ)
- 6 tháng 5 năm 1910 – 31 tháng 3 năm 1928: His Royal Highness The Prince Henry (Vương tử Henry Điện hạ)
- 31 tháng 3 năm 1928 – 10 tháng 6 năm 1974: His Royal Highness The Duke of Gloucester (Công tước xứ Gloucester Điện hạ)